# The Saxhams
The Saxhams är en civil parish i distriktet West Suffolk i Suffolk i England. Orten har 286 invånare (2011).